# Каменка (приток Днестра)
Каменка (укр. Кам'янка, рум. Camenca) — река на Украине и в Молдавии (в непризнаном Приднестровье), левый приток Днестра. Течёт в субмеридиональном направлении с севера на юго-запад. Воды Каменки средней и повышенной минерализации гидрокарбонатного состава группы кальция, кальция-магния, умеренно жёсткие с повышенной щелочностью. Основные населённые пункты — Хрустовая, Севериновка, Каменка.
В нижнем течении долина Каменки сужается, приобретает характер ущелья. Питание смешанное.
Среднегодовой расход воды — 0,77 м³/с.